# AB Turitz & Co
AB Turitz & Co var en varuhuskedja som grundades 1909 i Göteborg.

## Historik
Herman Turitz öppnade 1908 American Bazar på Tredje Långgatan i Göteborg. Han var en pionjär inom varuhandeln i Sverige, som 1913 utökade sin verksamhet genom att köpa upp konkurrenten Grand Bazar. 1918 bildade H.G. Turitz och Henning Schlasberg grossistföretaget AB Turitz & Co. Detta bolag köpte sedan upp andra bolag som ägdes av H.G. Turitz. Därefter bedrev man enhetsprishandel med korta varor, såsom husgeråd, leksaker och dylikt. Enhetspris var då en ny affärsidé.
AB Turitz & Co omvandlades 1930 genom aktieförvärv i ett flertal varuhus och grundandet av Enhetspris AB Epa till moderbolag för en stor detaljhandelskoncern. Innan Schlasberg sålde sina aktier 1932 ägde Nordiska kompaniet 50 procent av AB Turitz & Co. H.G. Turitz, som varit verkställande direktör sedan 1909, tvingades på grund av meningsskiljaktigheter med delägaren NK avgå 1940/41. Därefter kontrollerades AB Turitz av familjerna Sachs och Wallenberg.
Ett huvudkontor och centrallager uppfördes på Gamlestadsvägen 3 åt varuhuskedjan. 37 år senare, 1978, lämnade AB Turitz & Co, NK och Åhlén & Holm byggnaden. Då hade AB Turitz & Co blivit uppköpt av NK och (1969) omvandlat till dotterbolag i koncernen.

## Styrelseordförande
- 1918–1929: Herman Turitz
- 1930–1937: Ernst Frick
- 1938– : Otto Lybeck

## Verkställande direktörer
- 1909–1940: Herman Turitz
- 1941– : Josef Anér
- 1961– : Bengt Rydman